# Giorgio Bertin
Giorgio Bertin (Galzignano Terme, 28 dicembre 1946) è un vescovo cattolico e missionario italiano, dal 13 gennaio 2024 vescovo emerito di Gibuti.

## Biografia
È nato a Galzignano Terme, provincia e diocesi di Padova, il 28 dicembre 1946. All'età di 9 anni si è trasferito con la famiglia a Torba, frazione di Gornate Olona, in provincia di Varese e arcidiocesi di Milano.

### Formazione e ministero sacerdotale
Dopo aver incontrato un frate francescano, nel 1958 ha deciso entrare presso l'Ordine dei frati minori: dopo essere stato presso i conventi di Saiano e di Sabbioncello, ha seguito l'iter formativo a Milano, ottenendo il baccalaureato in teologia. Maturata la vocazione missionaria, nel luglio 1969 si è trasferito presso la missione francescana a Baidoa, in Somalia, dove per due anni è stato insegnante nella scuola locale. Tornato in Italia, ha continuato gli studi teologici e ha seguito corsi di lingua araba, lingua inglese e cultura islamica. Nel 1972 ha emesso la professione solenne.
Il 7 giugno 1975 è stato ordinato presbitero, nella cattedrale di Milano, dal cardinale Giovanni Colombo, arcivescovo di Milano, per l'Ordine dei frati minori.
Dopo l'ordinazione ha proseguito, fino al 1977 gli studi a Roma, dove ha ottenuto la licenza in teologia spirituale presso la Pontificia Università Antonianum, un diploma in lingua e cultura araba all'Istituto italiano per il Medio oriente, un brevet d'Arab Littéral all'Institut d'Etudes Islamiques e ulteriori titoli accademici in studi arabi.
Nel 1978 si è stabilito a Mogadiscio, dove si è occupato del catechismo e della traduzione dei libri sacri e liturgici, giungendo ad aprire la prima biblioteca interreligiosa. È stato parroco della cattedrale di Mogadiscio dal 1978 al 1983, quando è divenuto direttore della Caritas. Nel 1984 il vescovo francescano Pietro Salvatore Colombo lo ha nominato vicario generale della diocesi di Mogadiscio.
Il 29 aprile 1990 è stato nominato amministratore apostolico sede vacante et ad nutum Sanctae Sedis di Mogadiscio, a seguito dell'assassinio del vescovo Colombo, avvenuto il 9 luglio 1989. Essendo in corso la guerra civile in Somalia, nel 1991 è costretto a fuggire in Kenya e da Nairobi, per 10 anni, ha continuato a supportare il Paese del Corno d'Africa e i suoi profughi.

### Ministero episcopale
Il 13 marzo 2001 Giovanni Paolo II lo ha nominato vescovo di Gibuti, lasciandolo al contempo amministratore apostolico di Mogadiscio; è succeduto a Georges Marcel Émile Nicolas Perron, dimissionario per raggiunti limiti d'età. Ha ricevuto l'ordinazione episcopale il successivo 25 maggio, nella cattedrale di Nostra Signora del Buon Pastore a Gibuti, per imposizione delle mani di Silvano Maria Tomasi, arcivescovo titolare di Asolo e nunzio apostolico a Gibuti, assistito dai co-consacranti Marco Dino Brogi, arcivescovo titolare di Cittaducale e delegato apostolico in Somalia, e Georges Marcel Émile Nicolas Perron, vescovo emerito. Durante la stessa celebrazione ha preso possesso della diocesi.
Il 13 gennaio 2024 papa Francesco ha accolto la sua rinuncia al governo pastorale della diocesi di Gibuti, presentata per raggiunti limiti di età; gli è succeduto, anche nell'incarico di amministratore apostolico di Mogadiscio, Jamal Boulos Sleiman Daibes, fino ad allora vescovo titolare di Patara ed ausiliare di Gerusalemme dei Latini.
Da vescovo emerito si è ritirato presso il convento dei frati minori a Sabbioncello, frazione di Merate, in provincia di Lecco e arcidiocesi di Milano.

## Genealogia episcopale
La genealogia episcopale è:
- Cardinale Scipione Rebiba
- Cardinale Giulio Antonio Santori
- Cardinale Girolamo Bernerio, O.P.
- Arcivescovo Galeazzo Sanvitale
- Cardinale Ludovico Ludovisi
- Cardinale Luigi Caetani
- Cardinale Ulderico Carpegna
- Cardinale Paluzzo Paluzzi Altieri degli Albertoni
- Papa Benedetto XIII
- Papa Benedetto XIV
- Papa Clemente XIII
- Cardinale Marcantonio Colonna
- Cardinale Giacinto Sigismondo Gerdil, B.
- Cardinale Giulio Maria della Somaglia
- Cardinale Carlo Odescalchi, S.I.
- Vescovo Eugène-Charles-Joseph de Mazenod, O.M.I.
- Cardinale Joseph Hippolyte Guibert, O.M.I.
- Cardinale François-Marie-Benjamin Richard de la Vergne
- Cardinale Pietro Gasparri
- Cardinale Clemente Micara
- Cardinale Antonio Samorè
- Cardinale Angelo Sodano
- Cardinale Silvano Maria Tomasi, C.S.
- Vescovo Giorgio Bertin, O.F.M.